# Notch Island
Notch Island är en ö i Australien. Den ligger i delstaten Victoria, omkring 190 kilometer sydost om delstatshuvudstaden Melbourne.